# Jean Reynier
Jean Louis Ebenezer Reynier, född 14 januari 1771 i Lausanne i Schweiz, död 27 februari 1814 i Paris, var en fransk greve och militär.
Reynier blev först civilingenjör, men ingick 1792 vid franska artilleriet. Efter att ha utmärkt sig i Nederländerna steg han 1795 till brigadgeneral och 1796 till divisionsgeneral. Sedermera kämpade han i Egypten och Syrien samt på nästan alla krigsskådeplatser i Europa. Under fälttågen 1812–1813 förde Reynier den delvis av sachsare bestående VII armékåren, blev illa åtgången i slaget vid Grossbeeren 23 augusti 1813 och såg sina sachsare i slaget vid Leipzig övergå till de förbundna. Själv råkade han i fångenskap i samma slag.